# Johannes Cotto
Johannes Cotto, także Johannes z Afflighem, Johannes Affligemensis (ang. John Cotton; fl. ok. 1100) – teoretyk muzyki i mnich, działający w St. Gallen (Szwajcaria) bądź w południowych Niemczech.

## TraktatDe musica
Cotto jest autorem jednego z najistotniejszych traktatów muzycznych średniowiecza De musica (nazwa potwierdzona tylko w jednym źródle), będącego poszerzeniem traktatu Gwidona z Arezzo pt. Micrologus. Zawiera on wyjątkowo dokładne wskazówki dotyczące konstrukcji chorału i organum. Traktat ten był szeroko rozpowszechniony w Europie, a jego kopie pojawiały się jeszcze po 1400 roku.
De musica składa się z 27 rozdziałów omawiających szerokie spektrum tematów muzycznych. W przeciwieństwie do wielu innych średniowiecznych traktatów, unika spekulacji metafizycznych, skupiając się na praktycznych poradach dla praktykującego muzyka. Czerpie ze źródeł takich jak Gwido z Arezzo, Boecjusz, Odo z Cluny, Izydor z Sewilli czy Hermannus Contractus.
Większość przykładów organum wykorzystuje technikę nota contra notam. Podkreślone jest znaczenie ruchu przeciwnego głosów – co stanowi istotny przełom w technice organalnej, w której dotychczas dominowały paralelizmy i ruch prosty. Z XI wieku zachowało się jednak niewiele innych przykładów, dlatego można przypuszczać, że Cotto opisywał technikę już rozpowszechnioną.
Nie zachowała się żadna kompozycja, którą można by Cottonowi przypisać.